# Julien Verdonck
Julien Verdonck (1885 – 1949) est un gymnaste belge.

## Carrière
Il fait partie de l'équipe de Belgique qui remporte la médaille d'argent au concours général par équipes aux Jeux olympiques de 1920 se tenant à Anvers.